# Costachorema hecton
Costachorema hecton är en nattsländeart som beskrevs av Mcfarlane in Mcfarlane och Cowie 1981. Costachorema hecton ingår i släktet Costachorema och familjen Hydrobiosidae. Inga underarter finns listade i Catalogue of Life.